# Гурін Володимир Олександрович
Володи́мир Олекса́ндрович Гу́рін (нар. 9 квітня 1999, Черкаси, Україна) — український актор кіно та дубляжу.
Найвідоміші фільми за його участі «Погані Дороги» (2021) реж. Наталки Ворожбит та «Максим Оса: золото Песиголовця» (2022) реж. Мирослава Латика;
Як актор дубляжу працює на студіях Le Doyen Studio, Postmodern,  1+1, Омікрон, та інших;
Повноцінну акторську кар'єру почав у 2019 році.

## Життєпис

### Дитинство
Народився 9 квітня 1999 року в Черкасах. Батьківське коріння походить із села Ковтуни Золотоніського району Черкаської області[джерело?].
Сім'я: батько Олександр Гурін, мати Наталія Гуріна, сестра Анна Гуріна, брат Єгор Гурін.
У садочку мріяв стати палеонтологом.
Освіту отримував у Черкаській ЗОШ №12.
У перших класах відвідував театральний гурток при Палаці піонерів у Черкасах.
Займався в спортивній школі з плавання у Черкаському центральному міському басейні.
Також з 2011 по 2016 рік відвідував секцію з кікбоксингу.
Любов до кіно привив батько Олександр, який щотижня водив його до кінотеатру на прем'єри фільмів.

### Кар'єра актора
У 2016 році переїхав до Києва.
У 2018 році брав участь у виставі «Заручники» реж. Ольга Данилюк.
У 2019 році грав незначні ролі у серіалах.
У 2020 році закінчив з відзнакою Київський Національний Університет театру, кіно і телебачення ім. І. К. Карпенка-Карого.
Навчався за спеціальністю «актор театру та кіно» на курсі Станіслава Мойсеєва.

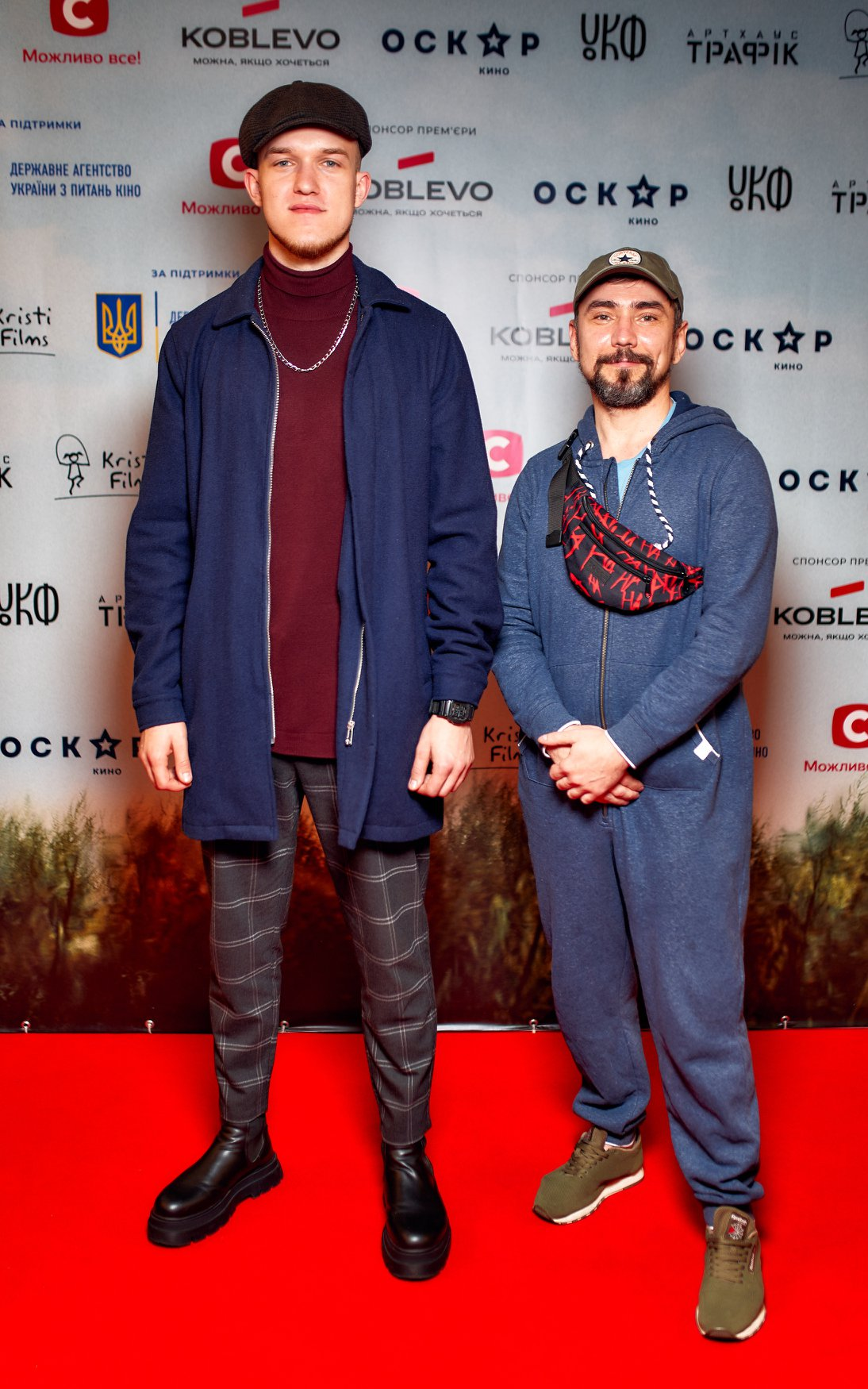
Володимир Гурін разом з Юрієм Кулінічем на прем'єрі фільму "Погані Дороги.

Повноцінну акторську кар'єру розпочав у серпні 2019 року з одної з головних ролей у фільмі «Погані Дороги» реж. Наталки Ворожбит. Фільм пізніше боровся за номінацію на 94-ту церемонію вручення призів американської кіноакадемії Оскар"
У грудні того ж року почав довготривалі зйомки у фільмі «Максим Оса: золото Песиголовця» реж. Мирослава Латика. Під час зйомок фільму заради екстравагантної ролі поголив частково голову та схуд. Також пізніше власноруч розробив і змонтував «офіційний трейлер» до фільму.
З 14 липня 2020 року дублює фільми.

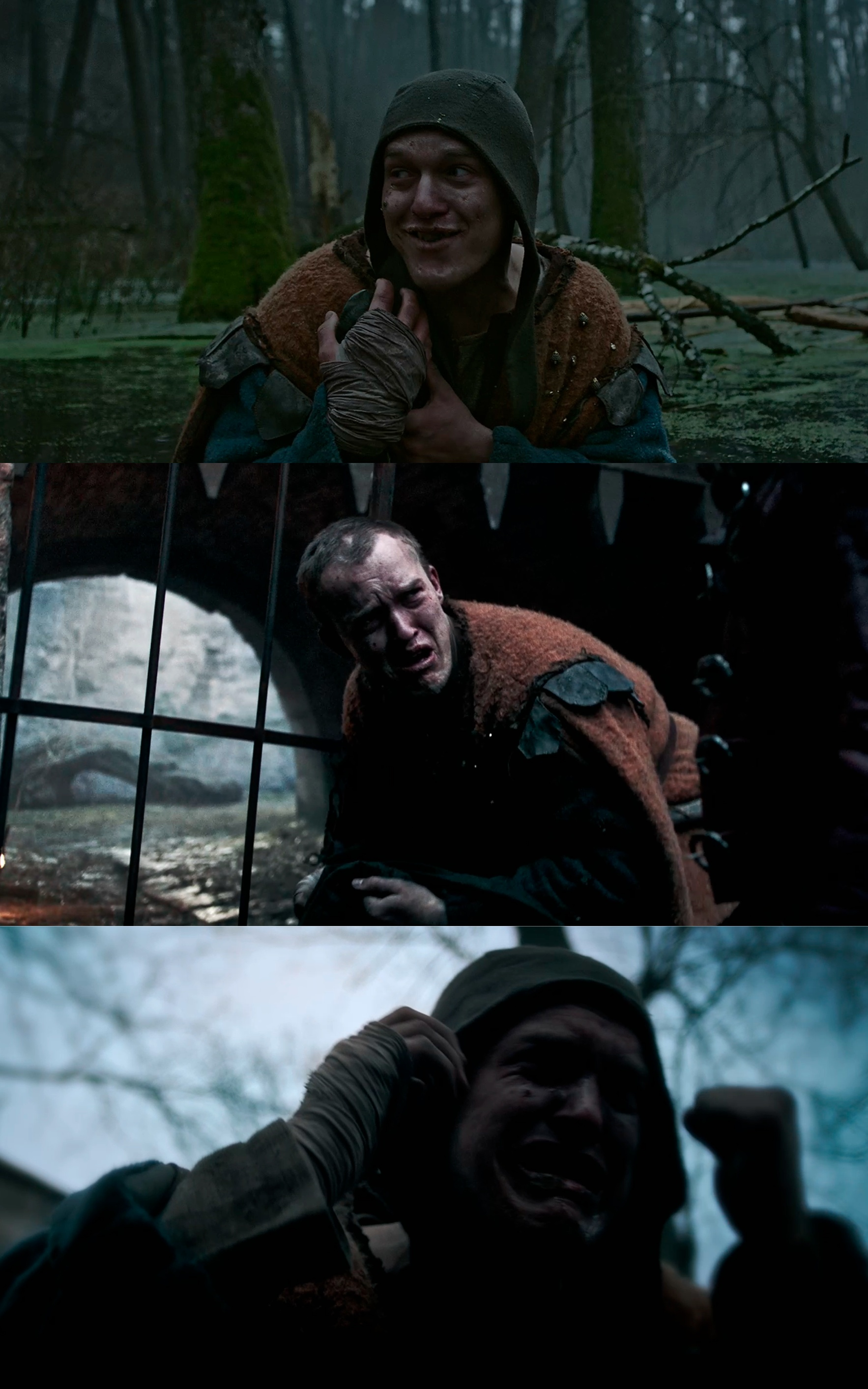
Кадри з фільму «Максим Оса: золото Песиголовця»

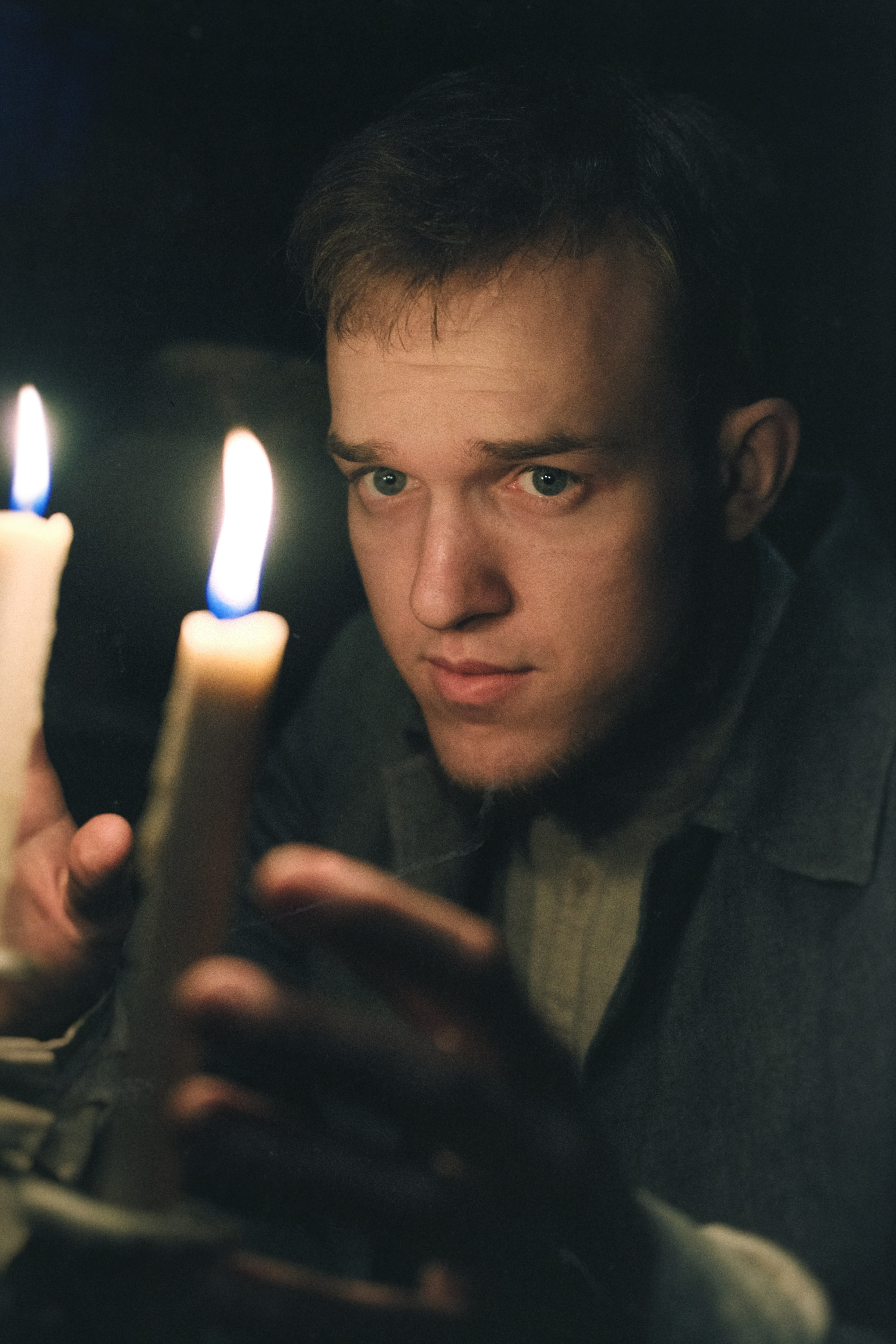
Кадр з серіалу «Кріпосна-4»

У 2021—2022 роках грав ключову роль в телевізійному серіалі FILM.UA Group та телеканалу СТБ «Кріпосна-4» реж. Олексія Єсакова.
У березні 2023 року зіграв ключову роль у пілотному епізоді українського драматичного серіалу «Перевізниця» реж. та шоуранера Євгена Туніка та Аркадія Непиталюка. Спродюсованому українською медіагрупою Starlight Media за підтримки світової студії Gaumont.

## Фільмографія

### Актор кіно
| Рік  | Назва                 | Роль             |
| ---- | --------------------- | ---------------- |
| 2021 | «Погані Дороги»       | Солдат           |
| 2022 | «Максим Оса»          | Анджейка         |
| 2022 | «Королі Репу»         | DJ Андрюха       |
| 2022 | «Дон Жуан із Жашкова» | Пияка            |
| 2022 | «Кріпосна (4 сезон)»  | Антип            |
| 2023 | «Кордон»              | Лейтенант Іванов |
| 2024 | «Перевізниця»         | Толік            |

### Актор дубляжу
| Рік  | Назва                                                           | Роль                                                                |
| ---- | --------------------------------------------------------------- | ------------------------------------------------------------------- |
| 2011 | «Месники: Могутні герої Землі»                                  | Мешканець                                                           |
| 2018 | «Елвін і бурундуки» 5 сезон                                     | Бурундук Саймон                                                     |
| 2018 | «Видозмінений вуглець»                                          | Ава Еліот                                                           |
| 2018 | «Маніяк»                                                        | Кухар                                                               |
| 2020 | «Дозволь йому піти»                                             | Донні                                                               |
| 2020 | «Земля Кочівників»                                              | Дерек                                                               |
| 2020 | «Флешбек»                                                       | Себастіан                                                           |
| 2020 | «Окупація: Місія „Дощ“»                                         | Деніс                                                               |
| 2020 | «Покемон. Фільм: Секрети джунглів»                              | Вчений                                                              |
| 2020 | «Тендітні створіння»                                            | Тайлер                                                              |
| 2020 | «Привиди маєтку блай»                                           | Свідок                                                              |
| 2020 | «Дезматч»                                                       | Пі Джей                                                             |
| 2020 | «Евакуація»                                                     | Сачін, Калам                                                        |
| 2021 | «Чорна Вдова»                                                   | Командир                                                            |
| 2021 | «Круїз у джунглях»                                              | Бібліотекар                                                         |
| 2021 | «Рая та останній дракон»                                        | Лицар                                                               |
| 2021 | «Форсаж 9»                                                      | Шон (Лукас Блек)                                                    |
| 2021 | «Дюна»                                                          | Посланець                                                           |
| 2021 | «Родина Адамсів 2»                                              | Турист                                                              |
| 2021 | «Співай 2»                                                      | Альфонсо                                                            |
| 2021 | «Круелла»                                                       | Журналіст                                                           |
| 2021 | «Кохання, пристрасть та стволи»                                 | Бен Гіббон                                                          |
| 2021 | «Смертельний лабіринт 2»                                        | Тео                                                                 |
| 2021 | «Енканто: Світ магії»                                           | Селянин                                                             |
| 2021 | «Легенда про Зеленого лицаря»                                   | Сміттяр (Баррі Кеоган)                                              |
| 2021 | «Нечестивий»                                                    | Віруючий                                                            |
| 2021 | «Шан-Чі та Легенда десяти кілець»                               | Джон Джон                                                           |
| 2021 | «Кендімен»                                                      | Полісмен                                                            |
| 2021 | «Втілення зла»                                                  | Співробітник                                                        |
| 2021 | «Не дихай 2»                                                    | Бандит                                                              |
| 2021 | «Торт зі смаком помсти»                                         | Джовані                                                             |
| 2021 | «Незвідана земля»                                               | Лікар                                                               |
| 2021 | «Мітчели супроти машин»                                         | Блондин, Комп'ютер                                                  |
| 2021 | «Опівночі у високій траві»                                      | Келвін                                                              |
| 2021 | «Стілвотер» [Архівовано 1 травня 2022 у Wayback Machine.]       | Акім                                                                |
| 2021 | «Синці»                                                         | Ігор                                                                |
| 2021 | «Мій син»                                                       | Віль'ям О Коннор                                                    |
| 2021 | «Мчи пес, мчи!»                                                 | Спайк                                                               |
| 2021 | «Світ Юрського періоду: Крейдовий табір»                        | Брендон Бауман, Роботи                                              |
| 2021 | «Це все він» [Архівовано 1 травня 2022 у Wayback Machine.]      | Юнак                                                                |
| 2021 | «Назад у хащі» [Архівовано 1 травня 2022 у Wayback Machine.]    | Жук                                                                 |
| 2021 | «Гірка помста» [Архівовано 1 травня 2022 у Wayback Machine.]    | Клайд Граймс                                                        |
| 2021 | «Сексуальна освіта»                                             | Однокласник                                                         |
| 2021 | «Загублені в космосі»                                           | Кочівник                                                            |
| 2021 | «Календар смерті» [Архівовано 1 травня 2022 у Wayback Machine.] | Віль'ям                                                             |
| 2021 | «Вовк і лев» [Архівовано 1 травня 2022 у Wayback Machine.]      | Елі                                                                 |
| 2021 | «Людина Павук: Додому шляху немає»                              | Фанат Містеріо, Бармен                                              |
| 2021 | «Не дивіться вгору»                                             | Син доктора Мінді                                                   |
| 2021 | «Санто»                                                         | Наркоман                                                            |
| 2022 | «Uncharted: незвідане»                                          | Головоріз                                                           |
| 2022 | «Вийду за тебе»                                                 | Журналіст                                                           |
| 2022 | «Падіння місяця»                                                | Вчений                                                              |
| 2022 | «Загублене місто»                                               | Охоронець                                                           |
| 2022 | «Монстри на канікулах: Трансформанія»                           | Зомбі                                                               |
| 2022 | «Пісочний чоловік»                                              | Клерк у барі                                                        |
| 2022 | «Абатство Даунтон: Нова епоха»                                  | Клерк                                                               |
| 2022 | «Швидка»                                                        | Грабіжник                                                           |
| 2022 | «Проєкт „Адам“»                                                 | Військовий                                                          |
| 2022 | «У бульбашці»                                                   | Гюнтер                                                              |
| 2022 | «Крик»                                                          | Чед Мікс-Мартін (Мейсон Гудінг)                                     |
| 2022 | «Світ Юрського періоду 3: Домініон»                             | Вчений                                                              |
| 2022 | «Сіра людина»                                                   | Аналітик                                                            |
| 2022 | «Їжак Сонік 2»                                                  | Гість                                                               |
| 2022 | «Панда Кунг-Фу: Лицар Дракона»                                  | Півень, Козел та ін.                                                |
| 2022 | «Людина з Торонто»                                              | Людина з Маямі                                                      |
| 2022 | «Там, де співають раки»                                         | Браян                                                               |
| 2022 | «Ведмедики: Назад на землю»                                     | Пілот                                                               |
| 2022 | «Шлях до партнерства»                                           | Нік Ларен                                                           |
| 2022 | «Royalteen: Спадкоємець»                                        | Юнак                                                                |
| 2022 | «Звір»                                                          | Провідник                                                           |
| 2022 | «Лу»                                                            | Найманець                                                           |
| 2022 | «Ноу»                                                           | Глядач                                                              |
| 2022 | «Хороший медбрат»                                               | Лікар                                                               |
| 2022 | «Телефон містера Герріґена»                                     | Сусід                                                               |
| 2022 | «Королева-Воїн»                                                 | Наглядач                                                            |
| 2022 | «Тіло, тіло, тіло»                                              | Девід (Піт Девідсон)                                                |
| 2022 | «Імператриця»                                                   | Імператор Франц                                                     |
| 2022 | «Хелловін. Кінець»                                              | Підліток задира                                                     |
| 2022 | «1899»                                                          | Олек                                                                |
| 2022 | «Меню»                                                          | Дейв                                                                |
| 2022 | «Базз Рятівник»                                                 | Рядовий Діаз                                                        |
| 2022 | «Місіс Гарріс і сукня Діор»                                     | Костюмер                                                            |
| 2022 | «Вона сказала»                                                  | Працівник                                                           |
| 2022 | «Доктор Стрендж у мультивсесвіті божевілля»                     | Мінотавр Рінтрах                                                    |
| 2022 | «Вікінги: Вальгалла»                                            | Йорундур, Син Ярла                                                  |
| 2022 | «Блідо-блакитне око»                                            | Солдат-свідок                                                       |
| 2022 | «Люта нічка»                                                    | Найманець                                                           |
| 2022 | «Незвичайний світ»                                              | Рорі                                                                |
| 2022 | «Чорна Пантера: Ваканда назавжди»                               | Студент                                                             |
| 2022 | «Шантаж»                                                        | Лінус                                                               |
| 2022 | «Ненавиджу Різдво»                                              | Джуліо                                                              |
| 2022 | «Аватар: Шлях води»                                             | Нетейям                                                             |
| 2022 | «Напівлихий: Байстрюк самого диявола»                           | Нейтан                                                              |
| 2022 | «Трансформери: Іскра Землі»                                     | Бамблбі                                                             |
| 2023 | "Калейдоскоп"                                                   | Детектив, напарник Назан                                            |
| 2023 | «У нас є привид»                                                | Молодший полісмен                                                   |
| 2023 | «До тебе чи до мене?»                                           | Хокеїст                                                             |
| 2023 | «Ваші і наші»                                                   | Омар                                                                |
| 2023 | «Sexify»                                                        | Рафал                                                               |
| 2023 | «Аргонатси. Нова Легенда»                                       | Кіт Сем                                                             |
| 2023 | «М3ГАН»                                                         | Домашки, Курт                                                       |
| 2023 | «Рейс»                                                          | Хаян, Райлі, Вонґ                                                   |
| 2023 | «Стукіт у двері»                                                | Редмонд (Руперт Ґрінт)                                              |
| 2023 | «Незламний дух»                                                 | Журналіст                                                           |
| 2023 | «Любов у квадраті знову»                                        | Офіціант                                                            |
| 2023 | «Покемони: Надзвичайна мандрівка»                               | Ротомфон                                                            |
| 2023 | «Брати Супер Маріо»                                             | Черепашка                                                           |
| 2023 | «Лютер: Сонце на спаді»                                         | Джамал                                                              |
| 2023 | «Банк Дейва»                                                    | Рік Пурдей                                                          |
| 2023 | «Ведмідь під кайфом»                                            | Кід (Стейч)                                                         |
| 2023 | «Цілую Кітті»                                                   | Де                                                                  |
| 2023 | «За океан»                                                      | Хайрам «Гаррі» Бінгем                                               |
| 2023 | «Одержимість»                                                   | Джей Ферроу                                                         |
| 2023 | «Південний Парк» 26 сезон                                       | Стен Марш                                                           |
| 2023 | «Сварка»                                                        | Пол Чо                                                              |
| 2023 | «Крик 6»                                                        | Чед Мікс-Мартін                                                     |
| 2023 | «Шазам! Лють Богів»                                             | Супер Фредді                                                        |
| 2023 | «Крід ІІІ: Спадок Роккі Бальбоа»                                | молодий Деміан                                                      |
| 2023 | «Небезпечний»                                                   | Гівар Хаджабі «Хатар»                                               |
| 2023 | «Магічні двері»                                                 | Казимир Суслович                                                    |
| 2023 | «Німона»                                                        | Охоронець                                                           |
| 2023 | «Екзорцист Ватикану»                                            | Одержимий                                                           |
| 2023 | «Лицарі зодіаку»                                                | Боєць                                                               |
| 2023 | «Ейр»                                                           | Продавець                                                           |
| 2023 | «Банди Парижа»                                                  | Ісус                                                                |
| 2023 | «Русалонька»                                                    | Моряк                                                               |
| 2023 | «Вартові Галактики 3»                                           | Флектик (Піт Девідсон)                                              |
| 2023 | «Форсаж Х»                                                      | Бові (Піт Девідсон)                                                 |
| 2023 | «Людина-павук: Крізь всесвіт»                                   | Неймовірна Людина-павук, Лего Людина-павук, Грандіозна Людина-павук |
| 2023 | «Трансформери: Час звіроботів»                                  | Ной (Ентоні Рамос)                                                  |
| 2023 | «Арнольд»                                                       | Голос озвучування                                                   |
| 2023 | «Тур де Франс: у серці пелотону»                                | Голос озвучування                                                   |
| 2023 | «Без образ»                                                     | Задира на пляжі                                                     |
| 2023 | «Флеш»                                                          | Фанат, Журналіст                                                    |
| 2023 | «Індіана Джонс і реліквія долі»                                 | Молодик, Солдат, Мітингувальник                                     |
| 2023 | «Астероїд-Сіті»                                                 | Ріккі Чо                                                            |
| 2023 | «Квотербек»                                                     | Голос озвучування                                                   |
| 2023 | «Місія неможлива: Розплата. Частина перша»                      | Найманець, Агент                                                    |
| 2023 | «Астрал: Червоні двері»                                         | Далтон Ламберт (Тай Сімпкінс)                                       |
| 2023 | «Пташиний ульот 2»                                              | Лелека Макс                                                         |
| 2023 | «Оппенгеймер»                                                   | Луїс Вальтер Альварес (Алекс Дрейпер Вольфф)                        |
| 2023 | «Барбі»                                                         | Кен Кинґслі (Кинґслі Бен-Адір)                                      |
| 2023 | «Код-8»                                                         | Оперативник                                                         |
| 2023 | «Діти шпигунів. Армаґеддон»                                     | Охоронець                                                           |
| 2023 | «Заручник часу»                                                 | Карлос                                                              |
| 2023 | «Чорний лотос»                                                  | Ніндзя                                                              |
| 2023 | «Мумії»                                                         | Ед                                                                  |
| 2023 | «Крізь моє вікно: Розділені морем»                              | Ґреґорі                                                             |
| 2023 | «Блекберрі»                                                     | Брокер                                                              |
| 2023 | «Родичі поза законом»                                           | Грабіжник                                                           |
| 2023 | «Безмежна любов у квадраті»                                     | Офіціант                                                            |
| 2023 | «Книжковий клуб убивць»                                         | Рай                                                                 |
| 2023 | «Вибери кохання»                                                | Мітингувальник                                                      |
| 2023 | «Після. Назавжди»                                               | Гість                                                               |
| 2023 | «Підказки Блу і ти»                                             | Джош                                                                |
| 2023 | «Велике шоу малюка акули»                                       | Чакс                                                                |
| 2023 | «Касаграндес»                                                   | Пар                                                                 |
| 2023 | «Ведмедик Босі»                                                 | Тато Босі                                                           |
| 2023 | «Місія на двох»                                                 | Паддок                                                              |
| 2023 | «Говори до мене»                                                | Тайсон                                                              |
| 2023 | «Фрілансер»                                                     | Принц                                                               |
| 2023 | «Король убивць»                                                 | Агент                                                               |
| 2023 | «Фаранґ»                                                        | Фаранґ                                                              |
| 2023 | «Остання подорож Деметри»                                       | Абрамс                                                              |
| 2023 | «Ґран Туризмо»                                                  | Антоніо Круз                                                        |
| 2023 | «Праведник 3»                                                   | Детектив                                                            |
| 2023 | «Король Мавп»                                                   | Король Мавп                                                         |
| 2023 | «Підлітки-мутанти черепашки ніндзя: Погром мутантів»            | Мікеланджело                                                        |
| 2023 | «Сексуальна освіта» 4 сезон                                     | Ерік (Шуті Ґатва)                                                   |
| 2023 | Ніндзяґо: Повстання драконів                                    | Коул                                                                |
| 2024 | «Мертві хлопці детективи»                                       | Монті                                                               |
|      | «Діти шпигунів: Армагеддон»                                     | Оперативник                                                         |
|      | «Тролі: Знову разом»                                            | Ведучий                                                             |
|      | «Хот Вілз: газуй»                                               | Аксель                                                              |
|      | «Нічний заплив»                                                 | Ронін                                                               |
|      | «П'ять ночей у Фредді»                                          | Мародер                                                             |
|      | «Поганці: Зіпсоване свято»                                      | Піраньо (Ентоні Рамос)                                              |
|      | «Втеча з курника: Світанок наггетсів»                           | Охоронець                                                           |
|      | «Боб Марлі: Одна любов»                                         | Фанат                                                               |
|      | «Залізна рука»                                                  | Рікардо                                                             |
|      | «Каскадер»                                                      | Координатор                                                         |
|      | «Я прокинулась вампіром»                                        | Вампір                                                              |
|      | «Аватар: Останній захисник»                                     | Лідер повстання                                                     |
|      | «Маестро»                                                       | Томмі                                                               |
|      | «Детектив Форст»                                                |                                                                     |
|      | «Бандити: у пошуках золота»                                     |                                                                     |
|      | «Плата за страх»                                                |                                                                     |
|      | «Таро»                                                          |                                                                     |
|      | «Байкери»                                                       |                                                                     |
|      | «Поганці: Вторгнення»                                           | Піраньо (Ентоні Рамос)                                              |
|      | «Ебіґейл»                                                       |                                                                     |
|      | «Емі Вайнгауз: Back to Black»                                   |                                                                     |
|      | «Академія Єдинорогів: Книга 2»                                  |                                                                     |
|      | «Ерік»                                                          |                                                                     |
|      | «Barbie: епічна подорож»                                        |                                                                     |
|      | «Резбол»                                                        |                                                                     |
|      | «Одноріжка Тельма»                                              |                                                                     |
|      | «Тур де Франс: У серці пелотону. Сезон 2»                       | Голос озвучування                                                   |
|      | «Погані хлопці: Все або нічого»                                 |                                                                     |
|      | «Нікчемний Я 4»                                                 |                                                                     |
|      | «Забери мене на місяць»                                         |                                                                     |
|      | «One Piece: Великий куш»                                        |                                                                     |
|      | «Кентервільський привид»                                        |                                                                     |
|      | «Чиста гра»                                                     |                                                                     |
|      | «Растін»                                                        |                                                                     |
|      | «Голодні ігри: Балада про співочих пташок і змій»               |                                                                     |
|      | «Наполеон»                                                      |                                                                     |
|      | «Вонка»                                                         |                                                                     |
|      | «Аквамен і загублене королівство»                               |                                                                     |
|      | «Залізний кіготь»                                               |                                                                     |
|      | «Історія Тіто та Вінні»                                         |                                                                     |
|      | «Ейнштейн і бомба»                                              | Голос озвучування                                                   |
|      | «Космонавт»                                                     |                                                                     |
|      | «Код 8: Частина ІІ»                                             |                                                                     |
|      | «Велетні Ла-Манчі»                                              |                                                                     |
|      | «Роня, дочка розбійника»                                        |                                                                     |
|      | «Дятел Вуді вирушає у табір»                                    |                                                                     |
|      | «Суперники»                                                     |                                                                     |
|      | «Уявні друзі»                                                   | Слайм                                                               |
|      | «Фуріоза: Шалений Макс. Сага»                                   |                                                                     |
|      | «Шини»                                                          |                                                                     |
|      | «Спадщина»                                                      |                                                                     |
|      | «Шлях відплати»                                                 |                                                                     |
|      | «Клани Галісії»                                                 |                                                                     |
|      | «Суперген»                                                      |                                                                     |
|      | «Повстання штатів»                                              |                                                                     |
|      | «Придорожній заклад»                                            |                                                                     |
| 2024 | «Тихе місце: День перший»                                       | Рубен (Алекс Дрейпер Вольфф)                                        |
| 2024 | «Смерчі»                                                        | Хаві (Ентоні Рамос)                                                 |
| 2024 | «Ворон»                                                         | Ерік Дрейвен (Білл Скашґорд)                                        |
| 2025 | «Капітан Америка: Чудесний новий світ»                          | Хоакін Торрес / Сокіл (Денні Рамірес)                               |